# 唐家三庙
唐家三庙，位于中国广东省珠海市唐家湾镇大同路唐家村，为圣堂庙、文武庙、金花庙的统称。唐家三庙始建于明代，现存建筑为清同治二年（1863年）所建。2006年6月6日时被公布为香洲区文物保护单位，2010年5月10日，列入第六批广东省文物保护单位。